# Strumaria bidentata
Strumaria bidentata är en amaryllisväxtart som beskrevs av Schinz. Strumaria bidentata ingår i släktet Strumaria och familjen amaryllisväxter. Inga underarter finns listade i Catalogue of Life.